# Kevin Danso
Kevin Danso (Voitsberg, 19 settembre 1998) è un calciatore austriaco, difensore del Tottenham  e della nazionale austriaca.
Nell'estate del 2019 viene indicato dall'UEFA come uno dei 104 giovani più promettenti per la stagione 2019-2020.

## Biografia
Nato in Austria da genitori ghanesi, all'età di sei anni si è trasferito in Inghilterra a Milton Keynes.

## Caratteristiche tecniche
Di ruolo difensore centrale, è imponente fisicamente e disciplinato dal punto di vista tattico. Dispone anche di buon senso della posizione e di ottima velocità.

## Carriera

### Club

#### Inizi
Dopo avere militato nelle giovanili del Reading e del MK Dons, nel 2014 è stato acquistato dall'Augusta. Dopo 3 anni trascorsi tra il settore giovanile e la seconda squadra, il 3 marzo 2017, in occasione del pareggio per 2-2 contro il RB Lipsia, fa il suo esordio in prima squadra a 18 anni e 165 giorni, diventando così il più giovane esordiente nella storia dell'Augusta. Sei giorni dopo stipula il suo primo contratto professionistico con la società bavarese. Il 4 novembre seguente realizza la sua prima rete con il club (oltre che tra i professionisti) in occasione del pareggio per 1-1 contro il Bayer Leverkusen, realizzando un secondo record: a 19 anni e 46 giorni è diventato il più giovane marcatore nella storia del fuggerstädter.

#### Anni in prestito
Il 9 agosto 2019 viene ceduto in prestito al Southampton. Tuttavia l'esperienza di Danso è negativa, con lui che disputa solo 6 partite in Premier (l'ultima a novembre), venendo impiegato oltretutto come terzino sia a destra che a sinistra.
Il 18 agosto 2020 viene ceduto nuovamente in prestito, questa volta al Fortuna Düsseldorf.

#### Lens
Il 6 agosto 2021 viene ceduto a titolo definitivo al Lens.
Il 29 agosto 2024 avrebbe dovuto trasferirsi alla Roma, ma il trasferimento non è andato in porto a causa di alcuni problemi riscontrati durante le visite mediche. A seguito di questo avvenimento, subisce uno stop dell'attività agonistica sino al 4 ottobre seguente, quando, dopo avere effettuato nuovi controlli, ottiene l'idoneità sportiva.

### Nazionale
Poteva giocare sia per l'Austria che per l'Inghilterra e per il Ghana, optando per rappresentare la selezione austriaca, con cui ha giocato con le giovanili dall'under-15 all'under-19, oltre che per l'under-21.
Convocato per la prima volta dalla nazionale maggiore austriaca nel maggio 2017, ha esordito con quest'ultima il 2 settembre seguente a Cardiff nella gara di qualificazione ai Mondiali 2018 persa 1-0 contro il Galles.
Il 7 giugno 2024 viene inserito nella lista dei convocati per l'europeo.

## Statistiche

### Presenze e reti nei club
Statistiche aggiornate al 21 maggio 2025
| Stagione          | Squadra            | Campionato        | Campionato | Campionato | Coppe nazionali | Coppe nazionali | Coppe nazionali | Coppe continentali | Coppe continentali | Coppe continentali | Altre coppe | Altre coppe | Altre coppe | Totale | Totale |
| Stagione          | Squadra            | Comp              | Pres       | Reti       | Comp            | Pres            | Reti            | Comp               | Pres               | Reti               | Comp        | Pres        | Reti        | Pres   | Reti   |
| ----------------- | ------------------ | ----------------- | ---------- | ---------- | --------------- | --------------- | --------------- | ------------------ | ------------------ | ------------------ | ----------- | ----------- | ----------- | ------ | ------ |
| 2015-2016         | Augusta II         | FRL               | 4          | 1          | -               | -               | -               | -                  | -                  | -                  | -           | -           | -           | 4      | 1      |
| 2016-2017         | Augusta II         | FRL               | 3          | 0          | -               | -               | -               | -                  | -                  | -                  | -           | -           | -           | 3      | 0      |
| Totale Augusta II | Totale Augusta II  | Totale Augusta II | 7          | 1          |                 | -               | -               |                    | -                  | -                  |             | -           | -           | 7      | 1      |
| 2016-2017         | Augusta            | BL                | 7          | 0          | CG              | -               | -               | -                  | -                  | -                  | -           | -           | -           | 7      | 0      |
| 2017-2018         | Augusta            | BL                | 16         | 2          | CG              | 0               | 0               | -                  | -                  | -                  | -           | -           | -           | 16     | 2      |
| 2018-2019         | Augusta            | BL                | 18         | 1          | CG              | 3               | 0               | -                  | -                  | -                  | -           | -           | -           | 21     | 1      |
| Totale Augusta    | Totale Augusta     | Totale Augusta    | 41         | 3          |                 | 3               | 0               |                    | -                  | -                  |             | -           | -           | 44     | 3      |
| 2019-2020         | Southampton        | PL                | 6          | 0          | FACup+CdL       | 2+2             | 0               | -                  | -                  | -                  | -           | -           | -           | 10     | 0      |
| 2020-2021         | Fortuna Düsseldorf | 2.BL              | 32         | 2          | CG              | 1               | 0               | -                  | -                  | -                  | -           | -           | -           | 33     | 2      |
| 2021-2022         | Lens               | L1                | 33         | 2          | CF              | 3               | 0               | -                  | -                  | -                  | -           | -           | -           | 36     | 2      |
| 2022-2023         | Lens               | L1                | 37         | 1          | CF              | 3               | 0               | -                  | -                  | -                  | -           | -           | -           | 40     | 1      |
| 2023-2024         | Lens               | L1                | 30         | 1          | CF              | 1               | 0               | UCL+UEL            | 6+1                | 0                  |             | -           | -           | 38     | 1      |
| 2024-feb. 2025    | Lens               | L1                | 12         | 0          | CF              | 1               | 0               | UECL               | 1                  | 0                  |             | -           | -           | 14     | 0      |
| Totale Lens       | Totale Lens        | Totale Lens       | 112        | 4          |                 | 8               | 0               |                    | 8                  | 0                  |             | -           | -           | 128    | 4      |
| feb.-giu. 2025    | Tottenham          | PL                | 9          | 0          | FACup+CdL       | 1+1             | 0               | UEL                | 3                  | 0                  | -           | -           | -           | 14     | 0      |
| Totale carriera   | Totale carriera    | Totale carriera   | 204        | 10         |                 | 18              | 0               |                    | 11                 | 0                  |             | -           | -           | 233    | 10     |

### Cronologia presenze e reti in nazionale
| Cronologia completa delle presenze e delle reti in nazionale ― Austria | Cronologia completa delle presenze e delle reti in nazionale ― Austria | Cronologia completa delle presenze e delle reti in nazionale ― Austria | Cronologia completa delle presenze e delle reti in nazionale ― Austria | Cronologia completa delle presenze e delle reti in nazionale ― Austria | Cronologia completa delle presenze e delle reti in nazionale ― Austria | Cronologia completa delle presenze e delle reti in nazionale ― Austria | Cronologia completa delle presenze e delle reti in nazionale ― Austria |
| Data                                                                   | Città                                                                  | In casa                                                                | Risultato                                                              | Ospiti                                                                 | Competizione                                                           | Reti                                                                   | Note                                                                   |
| ---------------------------------------------------------------------- | ---------------------------------------------------------------------- | ---------------------------------------------------------------------- | ---------------------------------------------------------------------- | ---------------------------------------------------------------------- | ---------------------------------------------------------------------- | ---------------------------------------------------------------------- | ---------------------------------------------------------------------- |
| 2-9-2017                                                               | Cardiff                                                                | Galles                                                                 | 1 – 0                                                                  | Austria                                                                | Qual. Mondiali 2018                                                    | -                                                                      | 27’                                                                    |
| 5-9-2017                                                               | Vienna                                                                 | Austria                                                                | 1 – 1                                                                  | Georgia                                                                | Qual. Mondiali 2018                                                    | -                                                                      | 79’                                                                    |
| 6-10-2017                                                              | Vienna                                                                 | Austria                                                                | 3 – 2                                                                  | Serbia                                                                 | Qual. Mondiali 2018                                                    | -                                                                      |                                                                        |
| 9-10-2017                                                              | Chișinău                                                               | Moldavia                                                               | 0 – 1                                                                  | Austria                                                                | Qual. Mondiali 2018                                                    | -                                                                      |                                                                        |
| 14-11-2017                                                             | Vienna                                                                 | Austria                                                                | 2 – 1                                                                  | Uruguay                                                                | Amichevole                                                             | -                                                                      |                                                                        |
| 10-6-2018                                                              | Vienna                                                                 | Austria                                                                | 0 – 3                                                                  | Brasile                                                                | Amichevole                                                             | -                                                                      | 70’                                                                    |
| 3-6-2022                                                               | Osijek                                                                 | Croazia                                                                | 0 – 3                                                                  | Austria                                                                | UEFA Nations League 2022-2023 - 1º turno                               | -                                                                      |                                                                        |
| 6-6-2022                                                               | Vienna                                                                 | Austria                                                                | 1 – 2                                                                  | Danimarca                                                              | UEFA Nations League 2022-2023 - 1º turno                               | -                                                                      | 63’                                                                    |
| 10-6-2022                                                              | Vienna                                                                 | Austria                                                                | 1 – 1                                                                  | Francia                                                                | UEFA Nations League 2022-2023 - 1º turno                               | -                                                                      | 69’ 90’                                                                |
| 13-6-2022                                                              | Copenaghen                                                             | Danimarca                                                              | 2 – 0                                                                  | Austria                                                                | UEFA Nations League 2022-2023 - 1º turno                               | -                                                                      | 52’                                                                    |
| 25-9-2022                                                              | Vienna                                                                 | Austria                                                                | 1 – 3                                                                  | Croazia                                                                | UEFA Nations League 2022-2023 - 1º turno                               | -                                                                      |                                                                        |
| 24-3-2023                                                              | Linz                                                                   | Austria                                                                | 4 – 1                                                                  | Azerbaigian                                                            | Qual. Euro 2024                                                        | -                                                                      |                                                                        |
| 27-3-2023                                                              | Linz                                                                   | Austria                                                                | 2 – 1                                                                  | Estonia                                                                | Qual. Euro 2024                                                        | -                                                                      |                                                                        |
| 7-9-2023                                                               | Linz                                                                   | Austria                                                                | 1 – 1                                                                  | Moldavia                                                               | Amichevole                                                             | -                                                                      | 46’                                                                    |
| 13-10-2023                                                             | Vienna                                                                 | Austria                                                                | 2 – 3                                                                  | Belgio                                                                 | Qual. Euro 2024                                                        | -                                                                      | 66’                                                                    |
| 21-11-2023                                                             | Vienna                                                                 | Austria                                                                | 2 – 0                                                                  | Germania                                                               | Amichevole                                                             | -                                                                      | 89’                                                                    |
| 23-3-2024                                                              | Bratislava                                                             | Slovacchia                                                             | 0 – 2                                                                  | Austria                                                                | Amichevole                                                             | -                                                                      |                                                                        |
| 26-3-2024                                                              | Vienna                                                                 | Austria                                                                | 6 – 1                                                                  | Turchia                                                                | Amichevole                                                             | -                                                                      | 88’                                                                    |
| 4-6-2024                                                               | Vienna                                                                 | Austria                                                                | 2 – 1                                                                  | Serbia                                                                 | Amichevole                                                             | -                                                                      | 73’                                                                    |
| 8-6-2024                                                               | San Gallo                                                              | Svizzera                                                               | 1 – 1                                                                  | Austria                                                                | Amichevole                                                             | -                                                                      | 67’                                                                    |
| 17-6-2024                                                              | Düsseldorf                                                             | Austria                                                                | 0 – 1                                                                  | Francia                                                                | Euro 2024 - 1º turno                                                   | -                                                                      | 90+3’                                                                  |
| 21-6-2024                                                              | Berlino                                                                | Polonia                                                                | 1 – 3                                                                  | Austria                                                                | Euro 2024 - 1º turno                                                   | -                                                                      | 59’                                                                    |
| 2-7-2024                                                               | Lipsia                                                                 | Austria                                                                | 1 – 2                                                                  | Turchia                                                                | Euro 2024 - Ottavi di finale                                           | -                                                                      |                                                                        |
| 14-11-2024                                                             | Pavlodar                                                               | Kazakistan                                                             | 0 – 2                                                                  | Austria                                                                | UEFA Nations League 2024-2025 - 1º turno                               | -                                                                      |                                                                        |
| 7-6-2025                                                               | Vienna                                                                 | Austria                                                                | 2 – 1                                                                  | Romania                                                                | Qual. Mondiali 2026                                                    | -                                                                      | 69’                                                                    |
| Totale                                                                 |                                                                        | Presenze                                                               | 25                                                                     |                                                                        | Reti                                                                   | 0                                                                      |                                                                        |

| Cronologia completa delle presenze e delle reti in nazionale ― Austria under 21 | Cronologia completa delle presenze e delle reti in nazionale ― Austria under 21 | Cronologia completa delle presenze e delle reti in nazionale ― Austria under 21 | Cronologia completa delle presenze e delle reti in nazionale ― Austria under 21 | Cronologia completa delle presenze e delle reti in nazionale ― Austria under 21 | Cronologia completa delle presenze e delle reti in nazionale ― Austria under 21 | Cronologia completa delle presenze e delle reti in nazionale ― Austria under 21 | Cronologia completa delle presenze e delle reti in nazionale ― Austria under 21 |
| Data                                                                            | Città                                                                           | In casa                                                                         | Risultato                                                                       | Ospiti                                                                          | Competizione                                                                    | Reti                                                                            | Note                                                                            |
| ------------------------------------------------------------------------------- | ------------------------------------------------------------------------------- | ------------------------------------------------------------------------------- | ------------------------------------------------------------------------------- | ------------------------------------------------------------------------------- | ------------------------------------------------------------------------------- | ------------------------------------------------------------------------------- | ------------------------------------------------------------------------------- |
| 7-9-2018                                                                        | Ritzing                                                                         | Austria under 21                                                                | 2 – 1                                                                           | Armenia under 21                                                                | Qual. Europeo Under-21 2019                                                     | -                                                                               |                                                                                 |
| 11-9-2018                                                                       | Gibilterra                                                                      | Gibilterra under 21                                                             | 0 – 5                                                                           | Austria under 21                                                                | Qual. Europeo Under-21 2019                                                     | -                                                                               |                                                                                 |
| 12-10-2018                                                                      | Novi Sad                                                                        | Serbia under 21                                                                 | 0 – 0                                                                           | Austria under 21                                                                | Qual. Europeo Under-21 2019                                                     | -                                                                               |                                                                                 |
| 16-10-2018                                                                      | Sankt Pölten                                                                    | Austria under 21                                                                | 3 – 2                                                                           | Russia under 21                                                                 | Qual. Europeo Under-21 2019                                                     | -                                                                               | 74’                                                                             |
| 16-11-2018                                                                      | Salonicco                                                                       | Grecia under 21                                                                 | 0 – 1                                                                           | Austria under 21                                                                | Qual. Europeo Under-21 2019                                                     | -                                                                               | 70’                                                                             |
| 20-11-2018                                                                      | Sankt Pölten                                                                    | Austria under 21                                                                | 1 – 0                                                                           | Grecia under 21                                                                 | Qual. Europeo Under-21 2019                                                     | -                                                                               | 90’                                                                             |
| 21-3-2019                                                                       | Trieste                                                                         | Italia under 21                                                                 | 0 – 0                                                                           | Austria under 21                                                                | Amichevole                                                                      | -                                                                               | 55’                                                                             |
| 25-3-2019                                                                       | Algeciras                                                                       | Spagna under 21                                                                 | 3 – 0                                                                           | Austria under 21                                                                | Amichevole                                                                      | -                                                                               | 69’                                                                             |
| 11-6-2019                                                                       | Hartberg                                                                        | Austria under 21                                                                | 3 – 1                                                                           | Francia under 21                                                                | Amichevole                                                                      | -                                                                               | 45’                                                                             |
| 17-6-2019                                                                       | Trieste                                                                         | Serbia under 21                                                                 | 0 – 2                                                                           | Austria under 21                                                                | Europeo Under-21 2019 - 1º turno                                                | -                                                                               |                                                                                 |
| 20-6-2019                                                                       | Udine                                                                           | Danimarca under 21                                                              | 3 – 1                                                                           | Austria under 21                                                                | Europeo Under-21 2019 - 1º turno                                                | -                                                                               |                                                                                 |
| 23-6-2019                                                                       | Udine                                                                           | Austria under 21                                                                | 1 – 1                                                                           | Germania under 21                                                               | Europeo Under-21 2019 - 1º turno                                                | 1                                                                               |                                                                                 |
| 5-9-2019                                                                        | Andorra la Vella                                                                | Andorra under 21                                                                | 1 – 3                                                                           | Austria under 21                                                                | Qual. Europeo Under-21 2021                                                     | 1                                                                               | 76’                                                                             |
| 9-9-2019                                                                        | Durazzo                                                                         | Albania under 21                                                                | 0 – 4                                                                           | Austria under 21                                                                | Qual. Europeo Under-21 2021                                                     | -                                                                               | 20’ 79’                                                                         |
| 11-10-2019                                                                      | Ritzing                                                                         | Austria under 21                                                                | 3 – 0                                                                           | Turchia under 21                                                                | Qual. Europeo Under-21 2021                                                     | -                                                                               | cap.                                                                            |
| 15-10-2019                                                                      | Milton Keynes                                                                   | Inghilterra under 21                                                            | 5 – 1                                                                           | Austria under 21                                                                | Qual. Europeo Under-21 2021                                                     | -                                                                               | cap.                                                                            |
| 15-11-2019                                                                      | Ried im Innkreis                                                                | Austria under 21                                                                | 4 – 0                                                                           | Kosovo under 21                                                                 | Qual. Europeo Under-21 2021                                                     | -                                                                               | 30’                                                                             |
| 18-11-2019                                                                      | Budapest                                                                        | Ungheria under 21                                                               | 0 – 1                                                                           | Austria under 21                                                                | Amichevole                                                                      | 1                                                                               | cap.                                                                            |
| 9-10-2020                                                                       | Pristina                                                                        | Kosovo under 21                                                                 | 0 – 1                                                                           | Austria under 21                                                                | Qual. Europeo Under-21 2021                                                     | -                                                                               | cap. 90+2’                                                                      |
| 13-11-2020                                                                      | Samsun                                                                          | Turchia under 21                                                                | 3 – 2                                                                           | Austria under 21                                                                | Qual. Europeo Under-21 2021                                                     | -                                                                               | 75’                                                                             |
| Totale                                                                          |                                                                                 | Presenze                                                                        | 20                                                                              |                                                                                 | Reti                                                                            | 3                                                                               |                                                                                 |

## Palmarès

### Competizioni internazionali
- UEFA Europa League: 1

Tottenham: 2024-2025